# West Mayfield
West Mayfield es un borough ubicado en el condado de Beaver en el estado estadounidense de Pensilvania. En el año 2000 tenía una población de 1.187 habitantes y una densidad poblacional de 584.9 personas por km².

## Geografía
West Mayfield se encuentra ubicado en las coordenadas 40°46′43″N 80°20′12″O / 40.77861, -80.33667.

## Demografía
Según la Oficina del Censo en 2000 los ingresos medios por hogar en la localidad eran de $36,324 y los ingresos medios por familia eran $41,645. Los hombres tenían unos ingresos medios de $32,292 frente a los $23,125 para las mujeres. La renta per cápita para la localidad era de $17,609. Alrededor del 10.3% de la población estaba por debajo del umbral de pobreza.